# Joint (marihuana)

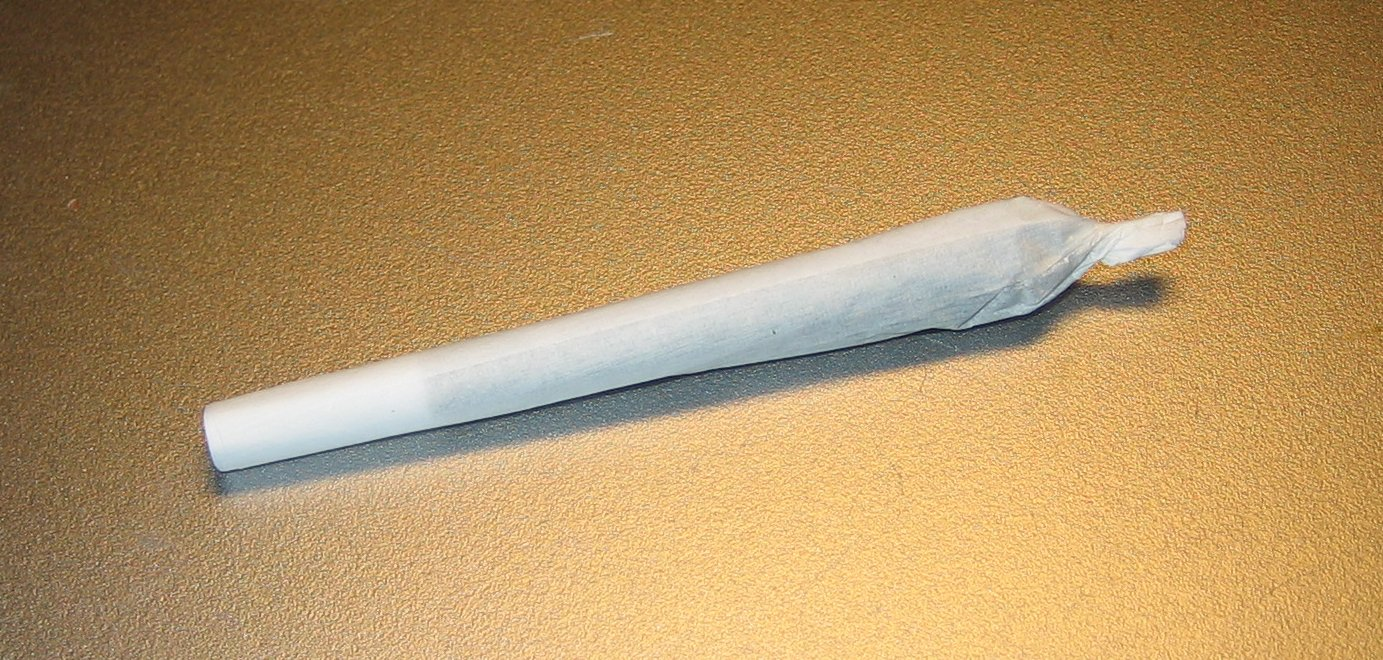
Joint, v levé části je patrný bílý filtr

Joint či také slangově špek, mrkev, peříčko nebo brko,  je marihuanová cigareta. Skládá se většinou ze tří hlavních částí, a to jsou cigaretový papírek, filtr a samotná nadrcená marihuana. Joint může být balen ručně, či s pomocí cigaretové baličky. Jeho kouření patří k nejčastějším formám užívání marihuany. 
Joint se dá ubalit dvěma způsoby: z celého papírku, nebo tak, že se zbylá část papírku odtrhne, tzv. back roll. K přípravě se používají speciální tenké rýžové papírky, jsou delší a nejsou tak chuťově výrazné jako papírky, ze kterých se vyrábí cigarety. Filtr se vyrábí většinou z vrchní části krabičky od cigaret nebo z proužku tvrdého papíru cca 1,2 cm širokého a zhruba 3–5 cm dlouhého. V Česku se většinou do jointu přidává i tabák, čímž vzniká spliff.